# Viktor Åkerblom Nilsson
Carl Viktor Åkerblom, ursprungligen Nilsson, född 31 januari 1981 i S:t Laurentii församling, Söderköping, är en svensk skådespelare, röstskådespelare och programledare.

## Karriär

### Skådespelare Film och TV
Åkerbloms första huvudroll var på SVT 1998 i ungdomsprogrammet Bullen. 
Under 2000-2001 spelade han Henrik Nygren i TV-serien Hotell Seger på kanal 5. Efter det var han med i produktioner som Kommissionen på SVT 2005; Om Gud vill 2006; Labyrint på TV4 2007;  The Stig-Helmer Story 2011. 
Long way home 2014; Maria Wern - Min lycka är din 2016; Gåsmamman 2017; Gräns 2018 som vann priset Un certain regard på Cannes filmfestival, Guldbagge i sex kategorier och blev nominerad till Oscar för bästa mask.

### Teater
År 2006 turnerade han med familjemusikalen Svirr och snurr och sommargung på Riksteatern.
Åkerblom har medverkat i teaterföreställningar som Pelle Svanslös och talangjakten på Intiman där han spelade Elake Måns 2008. 
Aladdin i Aladdin och den magiska lampan på Hamburger Börs 2011/2012. Bamse och världsmästaren i elakhet 2011-2012 som spelades på Intiman, Lorensbergsteatern och Nöjesteatern hade han rollen som Reinard Räv. Under 2013 spelade han Hertig och berättare i Askungen på Maximteatern. 2015 spelade han sin egenskrivna monolog Offerkofta - bortskänkes på Kulturkammaren i Norrköping, Kompani1 och Teater Giljotin.

### Röstskådespelare
Han arbetar som röstskådespelare till dubbning av tecknat och Voice over / Speaker till reklam. Sedan 2013 har Viktor läst in drygt 60 ljudböcker. Varit nominerad till Stora ljudbokspriset tre gånger och vann 2016 med boken När hundarna kommer. Han har bland annat spelat in rösten till Alvin i Alvin och gänget serien, Rigby i Regular Show och Thomas i Violetta. Under 2011-2012 var han kanalröst på TV11.

### Podd
Åkerblom har spelat in 140 avsnitt av podden Jag är sjuk i huvudet tillsammans med sjuksköterskan Jessica Ekman. En podd som handlar om psykisk hälsa och ohälsa. Sista avsnittet släpptes i april 2018.

### Programledare & TV
År 2004–2005 arbetade han som programledare i barnprogrammet Bolibompa på SVT. År 2005 ledde han Barnens allsång på Skansen. Viktor deltog i dansprogrammet Let's Dance på TV4 under första säsongen 2006 där han kom trea. Han har varit programledare för travprogrammen Viktors vänner och Vinnare V64 på TV4 och Disney XD on the road. 2013 var han programledare för programmet Kust och hav på TV4. Har medverkat i program som Sing a long, Extra extra och Så ska det låta. 

### Modell och reklam
Han har även medverkat i reklam för varumärken som Findus, Telia, Volvo, MQ och Efva Attling.

### Egen produktion
Via Viktor Åkerblom AB har han skrivit och släppt barnböckerna Carla och den magiska skogen och Vera Vällingby. Under 2015 skrev och spelade han monologen Offerkofta - Bortskänkes i egen regi i Norrköping på Kompani1 och Teater Giljotin.

## Filmografi (i urval)
- 2000 – Hotel Seger (TV-serie)
- 2005 – Kommissionen (TV-serie)
- 2006 – Om Gud vill
- 2007 – Labyrint (TV-serie)
- 2011 – The Stig-Helmer Story
- 2014 – Long Way Home (TV-serie)
- 2014 – Torpederna (TV-serie)
- 2016 – Maria Wern – Min lycka är din (TV-serie)
- 2017 – Kommissarien och havet (TV-serie)
- 2017 – Gåsmamman (TV-serie)
- 2018 – Operation Ragnarök
- 2018 – Kroongetuige (TV-serie)
- 2018 – Gräns
- 2019 – Playa del Sol (TV-serie)
- 2019 – Mareld
- 2020 – Hamilton (TV-serie)
- 2020 – Tunn is (TV-serie)
- 2024 – Arthur the King
- 2025 – Åremorden (TV-serie)

## Teater

### Roller (ej komplett)
| År        |  | Roll                       | Produktion                                        | Regi            | Teater                                  |  |
| --------- |  | -------------------------- | ------------------------------------------------- | --------------- | --------------------------------------- |  |
| 2006      |  |                            | Svirr och snurr och sommargung                    |                 | Riksteatern                             |  |
| 2008      |  | Elake Måns                 | Pelle Svanslös och talangjakten                   |                 | Intiman                                 |  |
| 2010      |  | Reinard Räv                | Bamse och världsmästaren i elakhet Jens Hansegård | Linus Wahlgren  | Intiman                                 |  |
| 2011-2012 |  | Aladdin                    | Aladdin och den magiska lampan                    |                 | Hamburger Börs                          |  |
| 2013      |  | Hertig                     | Askungen                                          |                 | Maximteatern                            |  |
| 2015      |  | Monolog - spelar sig själv | Offerkofta - bortskänkes                          | Viktor Åkerblom | Kulturkammaren Teater Giljotin Kompani1 |  |